# Christopher Evan Welch
Christopher Evan Welch (Fort Belvoir, 28 settembre 1965 – Santa Monica, 2 dicembre 2013) è stato un attore statunitense.

## Biografia
Ha iniziato a fare teatro presso le Università di Dallas e Washington, prima di fare carriera presso il teatro ACT di Seattle.
Si sposò nel 2008 con Emma Roberts con la quale ha avuto una figlia, June.
È morto nel 2013, a 48 anni, per un cancro ai polmoni.

## Filmografia parziale

### Cinema
- La donna perfetta (The Stepford Wives), regia di Frank Oz (2004)
- The Interpreter, regia di Sydney Pollack (2005)
- La guerra dei mondi (War of the Worlds), regia di Steven Spielberg (2005)
- L'imbroglio - The Hoax (The Hoax), regia di Lasse Hallström (2006)
- Disastro a Hollywood (What Just Happened?), regia di  Barry Levinson (2008)
- Vicky Cristina Barcelona, regia di Woody Allen (2008) - voce
- Basta che funzioni (Whatever Works), regia di Woody Allen (2009)
- The Master, regia di Paul Thomas Anderson (2012)
- Lincoln, regia di Steven Spielberg (2012)
- Admission - Matricole dentro o fuori (Admission), regia di Paul Weitz (2013)

### Televisione
- Law & Order: Criminal Intent – serie TV, episodio 2x13 (2003)
- Rubicon – serie TV, 13 episodi (2010)
- Elementary – serie TV, episodio 1x03 (2012)
- Silicon Valley – serie TV, 8 episodi (2014)

## Doppiatori italiani
- Claudio Moneta in Law & Order: Criminal Intent
- Sandro Acerbo in Vicky Cristina Barcelona
- Loris Loddi in Basta che funzioni
- Roberto Pedicini in Silicon Valley